# يوما ما (مسلسل)

## يوماً ما[1]
العمل اجتماعي، يروي حكاية ماريا ذات العشر سنوات التي تتعرض لحادثة، فتركض حافية القدمين ويهديها الطريق إلى البصّارة نوف، وتنشأ وتترعرع بين الغجر، وفي تلك البقعة من الأرض، تنمو تفاصيل عشق جميل بينها وبين طفل يدعى شامان، وتستمر حتى الكبر ويحصلان لاحقاً على فرصة عمل في إذاعة يمنحهما إياها رجل عراقي يستثمر مشروعاً في سوريا، لتلتقي بوالدها هناك وتتصاعد الأحداث ضمن إطار بوليسي وتشويقي .
المسلسل من كتابة: فهد مرعي، رافي عزيز، بانة رزق، وإخراج عمار تميم، وإنتاج شركة شاميانا .

### القنوات التي يعرض عليها
- سوريا دراما[1]
- السوريا ستالايت
- لنا
- السومرية

روتانا دراما
- LBC SAT

يوماً ما مسلسل تلفزيوني سوري درامي.
| جيني أسبر            | هازار \ ماريا    |
| -------------------- | ---------------- |
| جوان خضر             | شامان            |
| زهير رمضان           | مضر              |
| عبير شمس الدين       | ريهام            |
| مهند قطيش            |                  |
| روعة ياسين           |                  |
| آمانة والي           | نوف              |
| آمية ملص             | دواهية           |
| جهاد زغبي            | مفلح شيخ القبيلة |
| لارا بدري            | شغف              |
| عاطف حوشان           |                  |
| ستار خضير            | رضا              |
| سولاف جليل           | لبنه             |
| أزهار العسلي         | أزدهار           |
| علي رضوان            |                  |
| مونيرة ( جزائرية )   |                  |
| سماح السنكري (تونس)، |                  |